# Notre-Dame-de-Monts
Notre-Dame-de-Monts é uma comuna francesa na região administrativa da Pays de la Loire, no departamento de Vendéia. Estende-se por uma área de 20,62 km². Em 2010 a comuna tinha 2 190 habitantes (densidade: 106,2 hab./km²).